# ملعب كورناريدو
ملعب كورناريدو (بالإنجليزية: Cornaredo Stadium)‏ هو ملعب كرة قدم متعدد الأغراض يقع في لوغانو، كانتون تيسينو، سويسرا، يتسع لـ 15,000 متفرج. هو الملعب الرسمي لنادي لوغانو.

## التاريخ
بدأ بناء الملعب في 1951.

## أهم الأحداث التي استضافها
- كأس العالم لكرة القدم 1954